# Копома (муниципалитет)
Копома́ (исп. Kopomá) — муниципалитет в Мексике, штат Юкатан, с административным центром в одноимённом посёлке. Численность населения, по данным переписи 2010 года, составила 2449 человек.

## Общие сведения
Название Kopomá с майянского языка можно перевести как — не тонущий.
Площадь муниципалитета равна 158 км², что составляет 0,4 % от общей площади штата, а наивысшая точка — 8 метров над уровнем моря.
Он граничит с другими муниципалитетами Юкатана: на севере и востоке с Чочолой, на юге с Опиченом, и на западе с Машкану.

## Учреждение и состав
Муниципалитет был образован в 1935 году, в его состав входит 3 населённых пункта:
| Код INEGI                  | Населённый пункт                                                              | Численность населения (2005 год) | Численность населения (2010 год) |
| -------------------------- | ----------------------------------------------------------------------------- | -------------------------------- | -------------------------------- |
| 045                        | Всего                                                                         | 2217                             | 2449                             |
| 0001                       | Копома (исп. Kopomá) 20°38′52″ с. ш. 89°53′55″ з. д. (административный центр) | 1819                             | 2026                             |
| 0002                       | Сан-Бернардо (исп. San Bernardo) 20°38′09″ с. ш. 89°57′10″ з. д.              | 398                              | 421                              |
| 0032                       | Сан-Висенте (исп. San Vicente) 20°38′31″ с. ш. 89°53′50″ з. д.                | —                                | 2                                |
| Названия на карте Генштаба |                                                                               |                                  |                                  |

## Экономика
По статистическим данным 2000 года, работоспособное население занято по секторам экономики в следующих пропорциях:
- производство и строительство — 47,2 %;
- сельское хозяйство и скотоводство — 27,5 %;
- торговля, сферы услуг и туризма — 24,8 %;
- безработные — 0,5 %.

## Инфраструктура
По статистическим данным 2010 года, инфраструктура развита следующим образом:
- протяжённость дорог: 83,6 км;
- электрификация: 96,8 %;
- водоснабжение: 89,2 %;
- водоотведение: 50,5 %.

## Достопримечательности
В муниципалитете можно посетить храм Успения Пресвятой Богородицы, а также бывшую асьенду Сан-Бернардо, с расположенным там музеем.